# Господари Сејлема
Господари Сејлема (енгл. The Lords of Salem) натприродни је хорор филм из 2012. године, редитеља и сценаристе Роба Зомбија, са Шери Мун Зомби, Брусом Дејвисоном, Џефом Данијелом Филипсом, Џуди Гисон, Мег Фостер, Ди Волас, Кеном Форијем, Камиј Китон и Удом Киром у главним улогама. Радња прати проблематичну жену, која ради као ди-џеј на локалној радио станици у Сејлему, и њену повезаност са озлоглашеним суђењима вештицама из Сејлема.
Снимање филма је почело 17. октобра 2011, а премијера је била на Међународном филмском фестивалу у Торонту 10. септембра 2012. Добио је помешане и претежно негативне оцене критичара. Џон 5 и Грифин Бојс добили су награду Метар страха за најбољу музичку тему у хорор филму.

## Радња
Хајди ла Рок, која је у фази опорављања од наркоманије, ради као ди-џеј на локалној радио станици у Сејлему, Масачусетс. Једног дана, добија пакет у коме се налази музичка плоча са застрашујућим и мистериозним записом, а нико од њених колега не може да установи ко је извођач. Хајди полако почиње да открива своју повезаност са озлоглашеним суђењима вештицама из Сејлема.

## Улоге
| Глумац                | Улога                          |
| --------------------- | ------------------------------ |
| Шери Мун Зомби        | Хајди ла Рок / Аделаида Хоторн |
| Брус Дејвисон         | Франсис Матијас                |
| Џеф Данијел Филипс    | Херман „Вајти” Салвадор        |
| Џуди Гисон            | Лејси Дојл                     |
| Мег Фостер            | Маргарет Морган                |
| Ди Волас              | Сони                           |
| Кен Фори              | Херман „Мунстер” Џексон        |
| Марија Кончита Алонсо | Алиса Матијас                  |
| Ричард Фенси          | Еј Џеј Кенеди                  |
| Камиј Китон           | Дорис вон Факс                 |
| Бонита Фридериси      | Абигејл Хенеси                 |
| Ненси Линехан Чарлс   | Клавис Хејлс                   |
| Барбара Крамптон      | Вирџинија Кејбл                |
| Мајкл Бериман         | Вирџил Магнус                  |
| Сид Хејг              | Дин Магнус                     |
| Клинт Хауард          | Карло                          |
| Данијел Роубак        | Франкенмонстер                 |
| Удо Кир               | ловац на вештице               |